# Am I Ever Gonna Fall in Love in New York City
«Am I Ever Gonna Fall in Love in New York City» (en español: «Estoy cada vez más enamorada en la ciudad de Nueva York») es el cuarto y último sencillo del álbum Fame de Grace Jones lanzado en 1978.

## Lista de canciones
- AU 12" sencillo (1978) Island X 13013

1. «Am I Ever Gonna Fall in Love in New York City» (Versión editada) - 4:47
2. «Tomorrow» - 5:45